# Matteo Anesi
Matteo Anesi, född 16 augusti 1984 i Baselga di Pinè, Italien, är en italiensk skridskoåkare.
Han tog OS-guld i herrarnas lagtempo i samband med de olympiska skridskotävlingarna 2006 i Turin.